# Ole Reistad
Ole Imerslun Reistad, né le 26 juin 1898 à Christiania et mort le 22 décembre 1949 à Furuset, Oslo, est un officier de l'armée norvégienne et personnalité sportive accomplie. Il a participé aux Jeux olympiques d'été de 1920 en pentathlon moderne, et est également devenu champion norvégien dans le sport. Il a participé à la patrouille militaire aux Jeux olympiques d'hiver de 1928, remportant la compétition. Pendant la Seconde Guerre mondiale, il est le chef du camp d'entraînement Petite Norvège au Canada.

## Biographie

### Carrière sportive
Il pratique de multiples sports durant sa jeunesse, tels que l'athlétisme, le football le ski de fond, le saut à ski ou encore le combiné nordique. Aux jeux olympiques d'Anvers 1920, il se classe quatorzième du pentathlon moderne. Il devient champion de Norvège de ce sport en 1922.
Il prend part à la patrouille militaire des Jeux olympiques de Saint-Moritz en 1928, au programme en tant que sport de démonstration. Il contribue à la victoire norvégienne.

### Carrière militaire
Le 9 avril 1940, il est le commandant des forces de l'air à la base aérienne de Bardufoss (en), lors de l'assaut allemand sur la Norvège.

## Distinctions
En 1922, il reçoit le Prix Egebergs Ærespris, récompensant sa polyvalence.
En 1928, il est porte-drapeau norvégien aux Jeux olympiques de Saint-Moritz.
Il reçoit l'étoile de l'Ordre de Saint-Olaf peu avant sa mort en 1949.